# Nacionalno prvenstvo ZDA 1934
Nacionalno prvenstvo ZDA 1934 v tenisu.

## Moški posamično
Fred Perry :  Wilmer Allison  6-4 6-3 1-6 8-6

## Ženske posamično
Helen Jacobs :  Sarah Palfrey Cooke  6-1, 6-4

## Moške dvojice
George Lott /  Lester Stoefen :  Wilmer Allison /  John Van Ryn 6–4, 9–7, 3–6, 6–4

## Ženske dvojice
Helen Jacobs /  Sarah Palfrey Cooke :  Carolin Babcock /  Dorothy Andrus 4–6, 6–3, 6–4

## Mešane dvojice
Helen Jacobs /  George Lott :  Elizabeth Ryan /  Lester Stoefen 4–6, 13–11, 6–2